# 蔡廷樑墓
蔡廷樑墓，是位于中国福建省宁德市蕉城区金涵畲族乡上金贝村的一个清代古墓葬，2013年10月入选蕉城区第七批文物保护单位。
墓主蔡廷樑是清朝太学生，貤赠通奉大夫，墓葬建于清朝乾隆二十四年（1759年），同治四年（1865年）重修，坐西北向东南，由三合土、花崗岩构筑，平面呈凤字形，占地面积569.95平方米。